# Искусственная икра

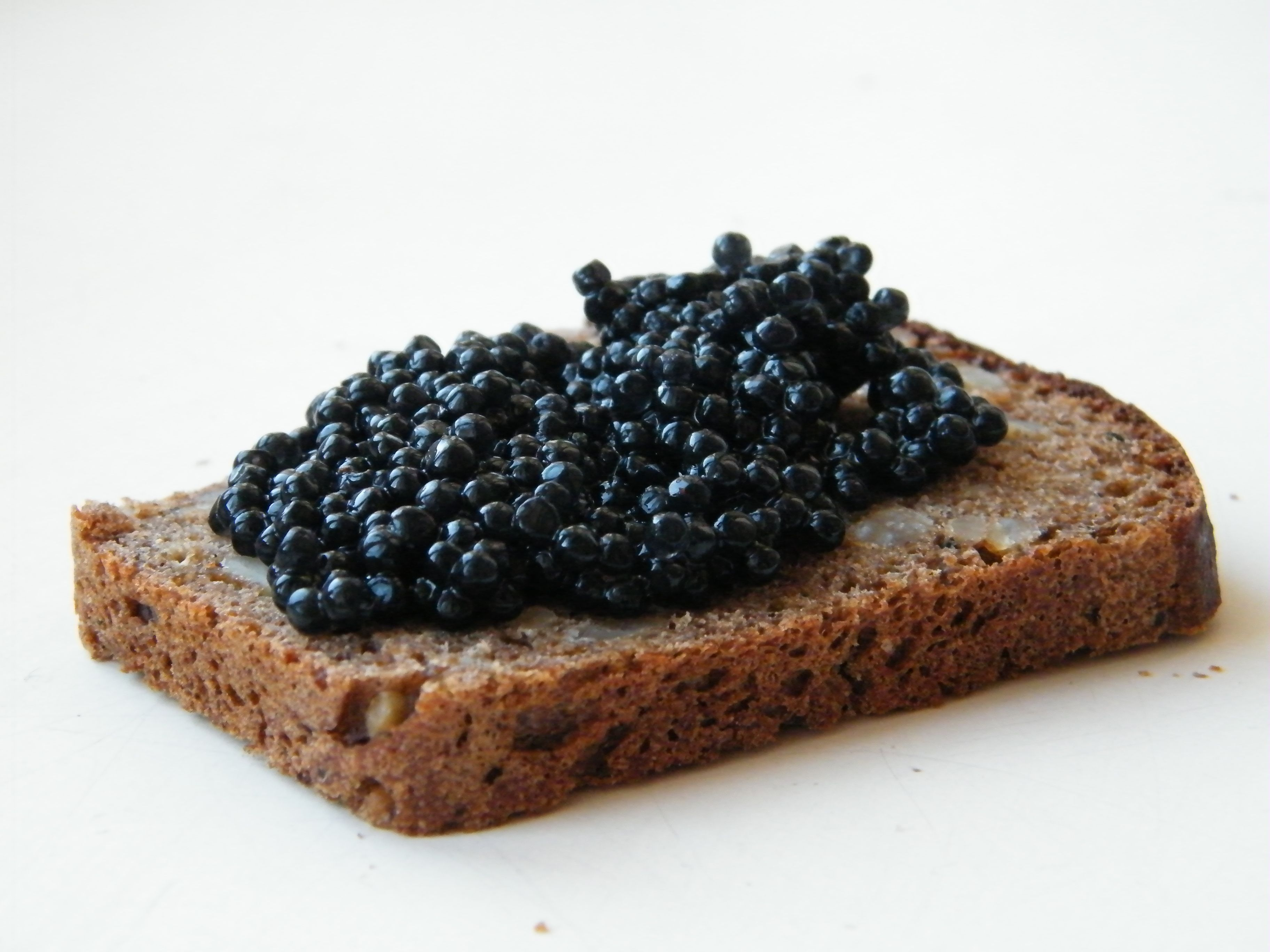
Бутерброд с искусственной чёрной икрой

Искусственная икра, имитированная икра, белковая икра зернистая — суррогатный продукт, имитирующий по вкусу и виду рыбью икру, в большинстве своем — лососёвых и осетровых рыб. На вид такая икра похожа на натуральную. На вкус — это упругие шарики из желатина (коллаген) с рыбой и лёгким привкусом маргарина. Бывают случаи, когда эта икра делается из водорослей, она называется «альгиновой икрой» (от альгиновой кислоты).

## История появления
Первая имитированная икра появилась на свет в середине 1960-х годов в СССР в Институте элементоорганических соединений под руководством академика Несмеянова. Основой продукта, призванного стать доступным для каждого советского человека деликатесом, стало белковое сырьё — куриное яйцо, а технология состояла в формировании икринок из белковой смеси в нагретом растительном масле. Название нового продукта — «Искра» — представляло собой синтез слов «искусственная» и «икра».
Икринка первого аналога была жёсткая и плотная и очень отдалённо напоминала оригинал. Потребитель встретил продукт с долей недоверия, появились слухи, что икра делается из нефти и рыбьих глаз. Несмотря на абсурдность данных предположений, негативные стереотипы по отношению к искусственной икре преследуют продукт и по сей день.
Попытки усовершенствовать первую белковую икру привели к появлению аналогов, созданных по так называемой желатиновой технологии: в состав икры был добавлен желатин, а икринка формировалась в охлаждённом масле. Новинка выгодно отличалась от предшественника более естественной структурой икринки и сравнительно экономичной технологией производства.
Позднее появились новые, небелковые, виды имитированной икры — аналоги на основе гелеобразующих экстрактов морских водорослей («альгиновая икра») и аналоги из мяса рыб ценных пород.